# Antoine Rigaudeau
Antoine Rigaudeau (ur. 17 grudnia 1971 w Cholet) – francuski koszykarz występujący na pozycjach obrońcy oraz skrzydłowego.

## Osiągnięcia
Reprezentacja
- 127 występów od 21 listopada 1990 do 25 października 2005
- wicemistrz olimpijski z Sydney 2000
- brązowy medalista mistrzostw Europy w Serbii i Czarnogórze w 2005
- 4. miejsce na EuroBaskecie w Rzymie (1991, 1999)
- Lider Eurobasketu w skuteczności rzutów wolnych (1999 – 93,8%)[1]

Klubowe
- zwycięzca Euroligi w 1998 i 2001 (Virtus Bolonia)
- mistrz Francji w 1996 (EB Pau Orthez)
- mistrz Włoch w 1998, 2001 (Virtus Bolonia)
- zdobywca Pucharu Włoch w 1999, 2000, 2001, 2002 (Virtus Bolonia)
- Final Four Euroligi w 1999, 2002 (Virtus Bolonia)
- Finalista Pucharu Saporty w 2000 (Virtus Bolonia)

Indywidualne
- MVP francuskiej ligi w 1991, 1992, 1993, 1994 (Cholet Basket), 1996 (EB Pau Orthez)
- 4-krotnie powoływany do udziału w Euro All-Star Game (1996–1999). Nie wystąpił w 1996 i 1999 roku.
- Uczestnik meczu gwiazd:
  - FIBA All-Star Game (1991)
  - francuskiej ligi LNB Pro A (1990, 1994, 1995)
- 3-krotny laureat nagrody – Wschodząca gwiazda ligi francuskiej (1990–1992)
- Lider:
  - strzelców finałów Euroligi (1998, 1999)
  - w asystach ligi francuskiej (1992)
- Wybrany do Galerii Sław Koszykówki FIBA (2015)[2]